# Anubi

Anubis

Anubi (anche Anubis, dal greco Ἄνουβις, ellenizzazione dell'originale egizio inpw o anepw: Inepu, Inpu, probabilmente pronunciato Anapa) è una divinità egizia appartenente alla religione dell'antico Egitto. Era il dio della mummificazione e dei cimiteri, protettore delle necropoli e del mondo dei morti (un suo epiteto era "Signore degli Occidentali"), ed era rappresentato con il corpo da uomo con la testa di sciacallo.
| i | n · p | w | E16 |

| i | n · p | w | E16 |

Anubis

Nel costante evolversi del pantheon egizio, Anubis assunse funzioni diverse in vari contesti. Adorato, durante la I dinastia egizia (ca. 3100 a.C. - 2890 a.C.), come protettore delle tombe, finì per assumere anche le funzioni di imbalsamatore e inventore della mummificazione. Durante il Medio Regno (ca. 2055 a.C. - 1650 a.C.) fu sostituito da Osiride come signore dell'aldilà. Una delle sue mansioni principali era di accompagnare le anime dei defunti nell'oltretomba, per poi compiere la pesatura del cuore decisiva per l'ammissione delle anime nel regno dei morti. Pur essendo una delle divinità egizie più antiche, rappresentate e menzionate, Anubi non aveva quasi alcun ruolo nei racconti mitologici dell'antico Egitto. Era anche il dio protettore del XVII nomo dell'Alto Egitto, il cui capoluogo, Khasa, venne ribattezzato Cinopoli ("Città dei cani") in epoca ellenistica, per il culto che vi veniva celebrato. Anubi aveva numerosi titoli che coglievano i vari aspetti della sua complessa natura:
- "Colui che presiede l'imbalsamazione"[10].
- "Colui che è sulla sua montagna" (intendendo la montagna dove erano scavati gli ipogei sepolcrali)[10].
- "Quello della necropoli"[10].
- "Colui che è nell'ut" (imynut, ut, o out, era il termine che designava le bende delle mummie)[10].

## Nome

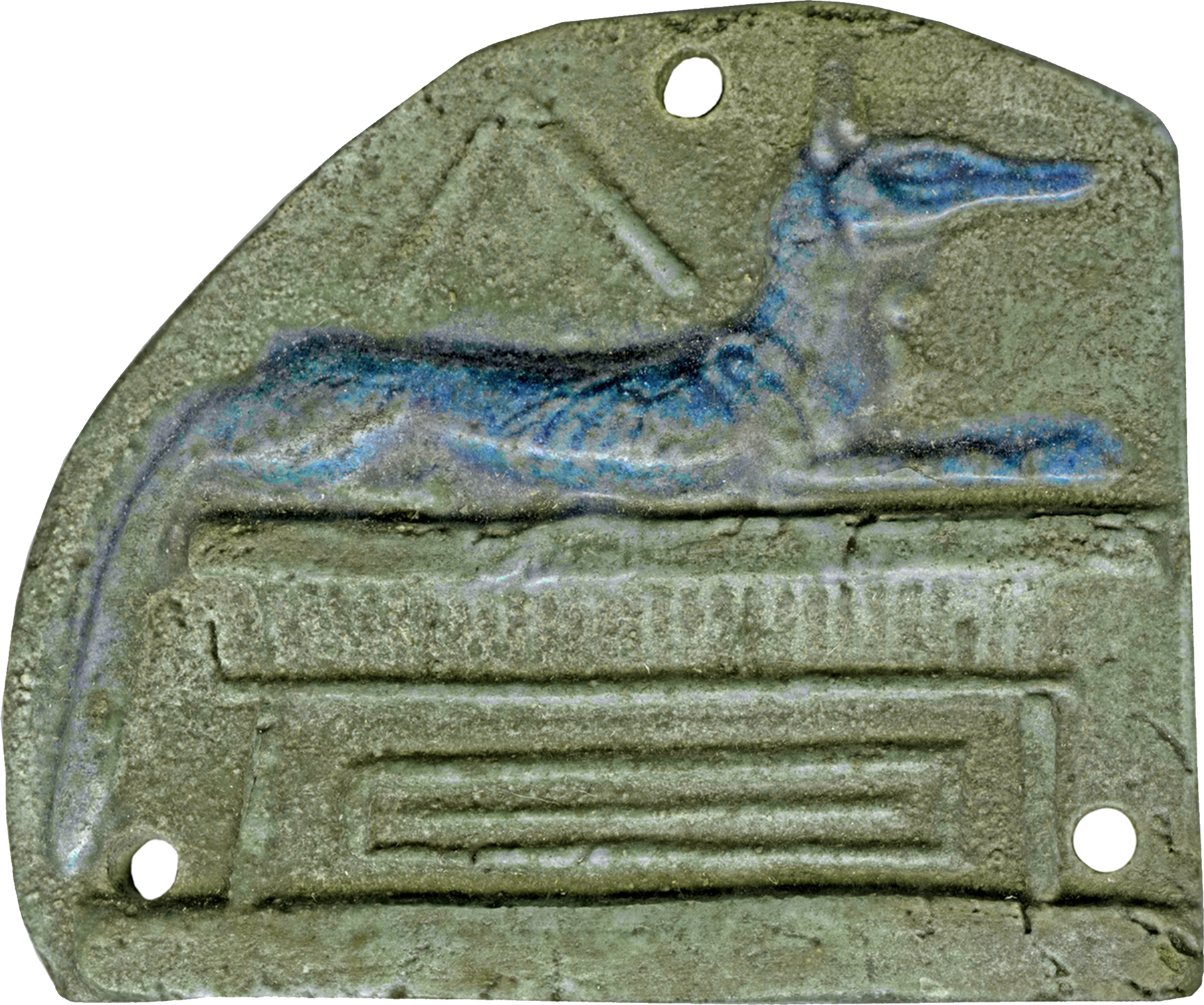
Placchetta raffigurante lo sciacallo di Anubi su un piedistallo. Walters Art Museum, Baltimora.

Anubis è la versione greca del nome egizio del dio. Durante l'Antico Regno (ca. 2680 - 2180 a.C.) la versione standard della scrittura geroglifica del suo nome era composta dal suono ı͗npw (o anepw) seguito da uno sciacallo con corpo umano:
| i | n · p | w | C6 |

Una forma differente del geroglifico dello sciacallo, risalente alla fine dell'Antico Regno, lo rappresentava integralmente su un alto piedistallo (questa forma ebbe grande diffusione):
| i | n · p | w | E16 |

Stando alla trascrizione accadica delle Lettere di Amarna, il nome di Anubi veniva vocalizzato, dagli egizi, come Anapa. Anche se è probabile un collegamento del suo nome con il termine che designava il figlio di un re (inpu), non è possibile escludere che si riferisse al verbo inp, che significava "andare in decomposizione, putrefarsi".

## Ruoli

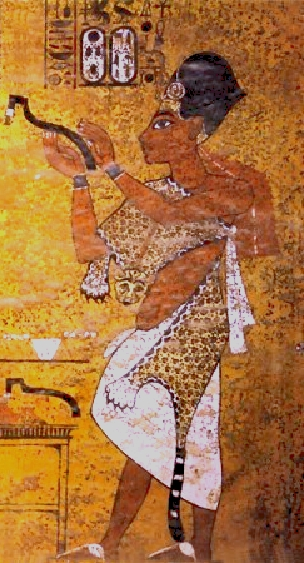
Il faraone Ay, con una pelle di leopardo per commemorare la vittoria di Anubi su Seth, celebra i funerali di Tutankhamon. Tomba di Tutankhamon.

(Testi dei sarcofagi, n°215)

### Protettore delle tombe
In contrasto con la vera natura dei canidi, Anubi era venerato come protettore delle tombe e dei cimiteri. Numerosi testi e iscrizioni dell'antico Egitto fanno precisi riferimenti a questo ruolo. L'epiteto Khentamentyu, che significa Signore degli Occidentali e che successivamente divenne il nome di una divinità canina a sé stante, allude specificamente a questa funzione in quanto i defunti, sepolti sulla riva sinistra del Nilo, dalla parte del tramonto, erano comunemente definiti gli Occidentali. Aveva anche altri nomi connessi a queste funzioni funerarie, fra cui Tepydjuef, che significa Colui Che è sulla Sua montagna (dalla quale montagna avrebbe potuto sorvegliare le sepolture), e Nebtadjeser, cioè Signore della Sacra Terra, in riferimento alle zone del deserto adibite a necropoli. Con scopi apotropaici, la sua effigie poteva comparire nei sigilli delle tombe reali e nobiliari.

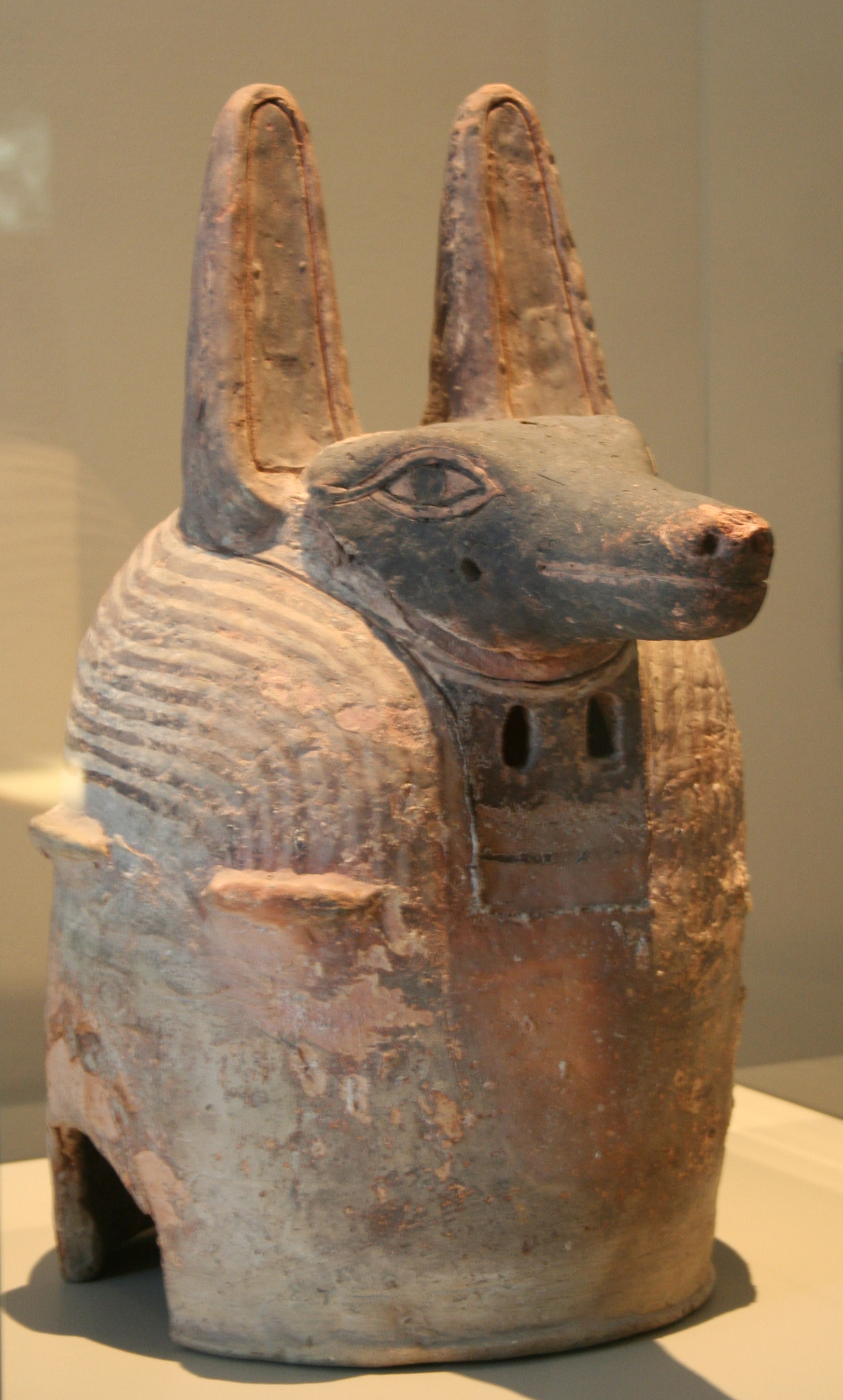
Maschera da Anubi, indossata da un sacerdote durante la mummificazione. Periodo tardo. Roemer und Pelizaeus Museum, Hildesheim.

Il Papiro Jumilhac ha preservato uno dei pochi miti su Anubi, in cui il dio protegge il corpo di Osiride da Seth. Nel racconto, Seth tenta di attaccare il corpo di Osiride trasformandosi in un leopardo: allora Anubi lo ferma e lo sottomette, per poi marchiarne la pelle con un bastone di ferro arroventato. In seguito, Anubi lo scortica e ne indossa la pelle come avvertimento contro i profanatori di tombe. I sacerdoti addetti ai culti mortuari indossavano una pelle di leopardo per commemorare la vittoria di Anubi su Seth. La leggenda secondo cui Anubi avrebbe marchiato a fuoco il dio Seth in forma di leopardo era utilizzata per spiegare l'origine del manto maculato di questi felini.

### Imbalsamatore
Con l'epiteto di Imyut, o Imout, che può significare "Colui che è l'out/ut" (le bende delle mummie) o "Colui che è nel luogo dell'imbalsamazione", Anubi era strettamente associato alla mummificazione. Era anche chiamato "Colui Che presiede il padiglione divino" (in egizio: Khentyshenetjer), il quale padiglione potrebbe riferirsi alla tenda (per-uabet) dove operavano gli imbalsamatori oppure alla camera sepolcrale del faraone. Riferendosi ad Anubi, una formula dei Testi delle piramidi recita:
(Testi delle piramidi, n°535)

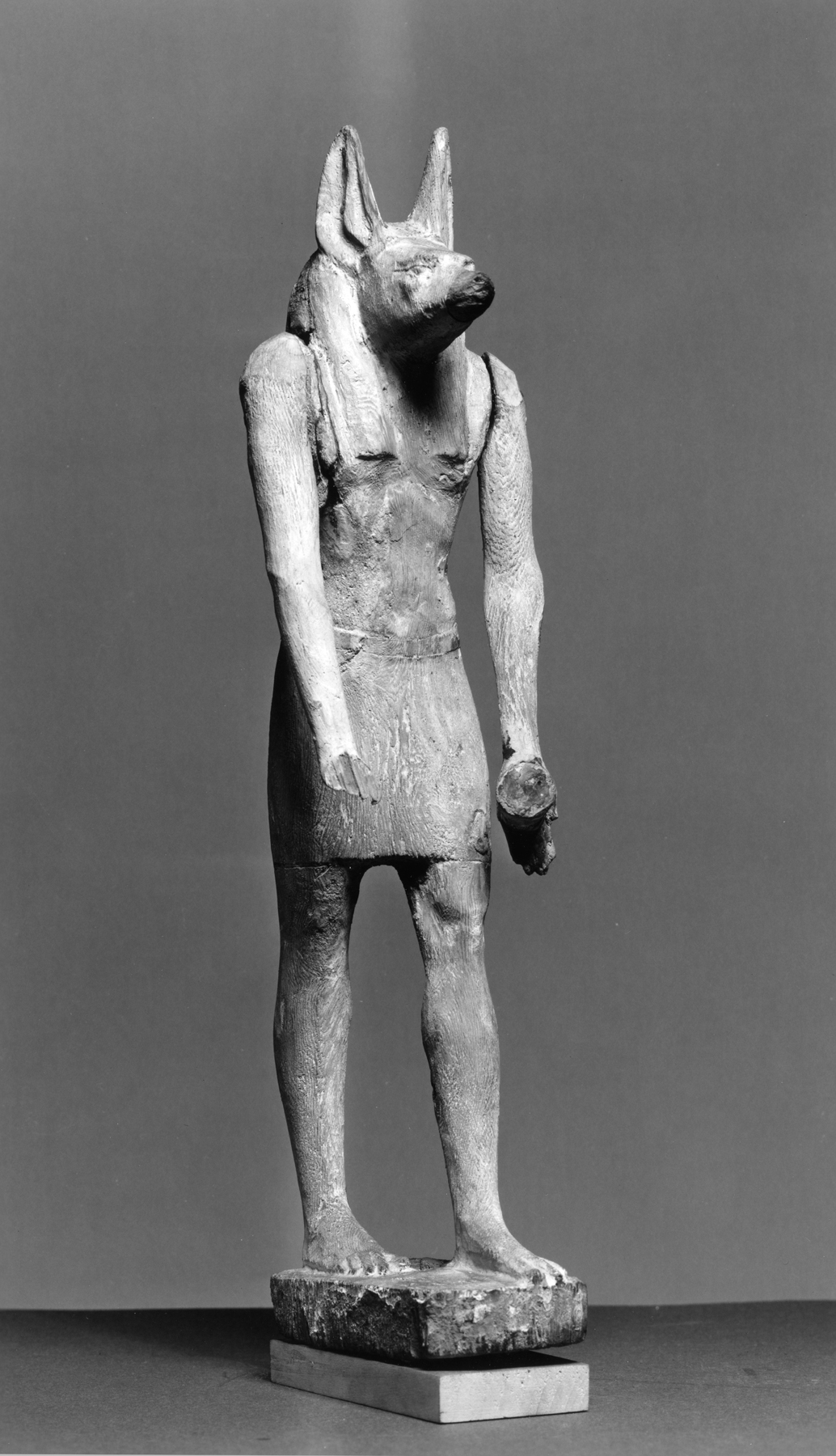
Statuetta lignea di Anubi, risalente al Periodo saitico (VII secolo a.C.). Walters Art Museum, Baltimora.

In alcune tombe della necropoli tebana, risalenti al Medio Regno, Anubi appare chinato sul defunto con lo scettro rituale "ur-hk3w" (ur-hekau), detto "Grande di magia","il cui scopo era quello di infondere nuovamente la vita"; alcune formule esprimono la funzione Anubi come vivificatore, tramite la sua arte di imbalsamatore:
(Testi delle piramidi, n°437)
Nel mito di Osiride, Anubi aiuta Iside ad imbalsamare Osiride. Quando il mito di Osiride cominciò a emergere, si diceva che, dopo l'assassinio di Osiride da parte del fratello invidioso Seth, gli organi del dio defunto sarebbero stati dati in dono ad Anubi. In riferimento a questo dettaglio del mito, Anubi divenne il patrono degli imbalsamatori; illustrazioni di varie copie del Libro dei morti mostrano un sacerdote recante una maschera da Anubi, a mo' di casco sulla testa, mentre officia accanto alla mummia.

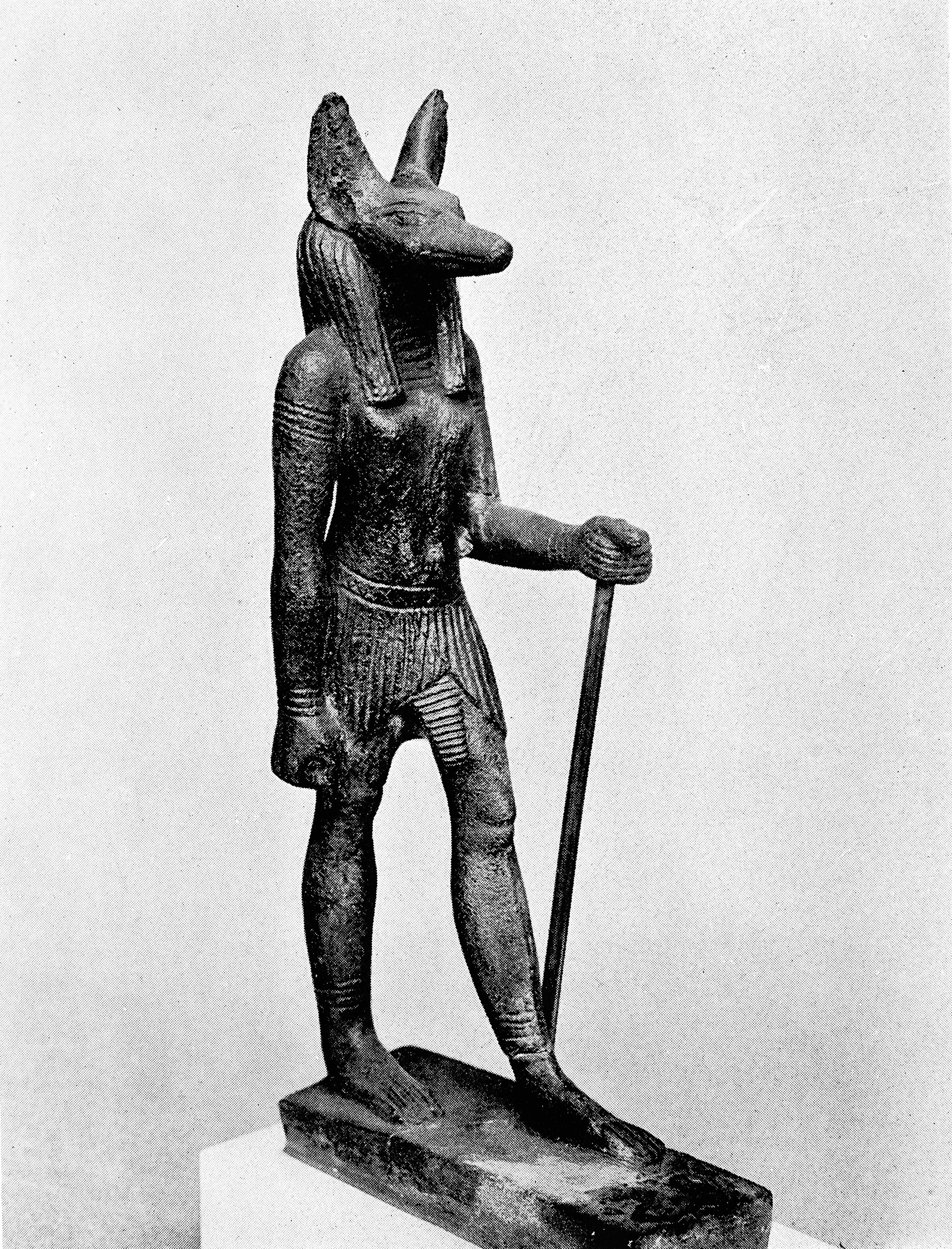
Statuetta di Anubi. Wellcome Library, Londra.

### Guida delle anime
A partire dal Periodo tardo (664 a.C. - 332 a.C.), Anubi venne talvolta rappresentato nell'atto di guidare le anime dei singoli defunti dal mondo dei vivi a quello dei morti, talvolta illuminando cammino con la Luna tenuta nel palmo della mano. Benché una funzione simile spettasse anche alla importante dea Hathor, le raffigurazioni e le menzioni di Anubi come accompagnatore dei defunti sono più comuni. Nello svolgimento di questa mansione, poteva essere sincreticamente assimilato al dio Upuaut, chiamato "Colui che apre le strade". Gli scrittori greci del periodo romano dell'Egitto designarono tale ruolo con il termine "psicopompo", che significa appunto "guida delle anime" e che riferivano al loro dio Ermes, il quale aveva questa mansione nella antica religione greca. L'arte funeraria di quest'ultimo periodo raffigura Anubi mentre conduce per mano, al cospetto di Osiride, uomini e donne con abiti di foggia greca.

### La pesatura del cuore

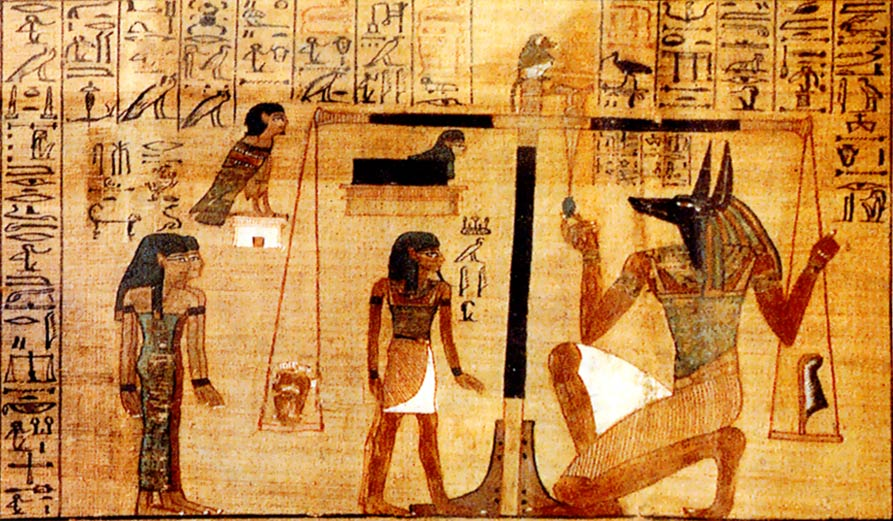
Illustrazione del Libro dei morti (Papiro di Ani), raffigurante Anubi che esegue la psicostasia. British Museum, Londra.

Un epiteto di Anubi lo chiamava "Guardiano delle scale". La drammatica scena della pesatura del cuore del defunto, o psicostasia, fra le consuete illustrazioni del Libro dei morti, mostra Anubi intento a compiere la misurazione per determinare se l'anima giudicata fosse degna di accedere al regno di Osiride. Gli egizi credevano che nel Duat, ossia gli inferi così come erano intesi dalla religione egizia, il cuore di ogni defunto fosse soppesato, nella "Sala delle due Verità", o "delle due Maat" sul piatto di una bilancia custodita da Anubi: sull'altro piatto stava la piuma di Maat. Il peso del cuore non doveva superare quello della piuma. Questo è il motivo per cui il muscolo cardiaco non veniva asportato dalla salma durante la mummificazione, a differenza di tutti gli altri organi; il cuore (chiamato ib) era considerato la sede dell'anima. Se il cuore risultava dello stesso peso della piuma di Maat, o più leggero, ciò significava che il trapassato aveva condotto una vita virtuosa e sarebbe perciò stato condotto nei campi Aaru, luogo di beatitudine, presso Osiride. Se invece pesava più della piuma, il cuore veniva divorato dal mostro Ammit e il suo possessore era condannato a rimanere in eterno nel Duat, senza speranza d'immortalità. Un'altra tradizione voleva che Anubi recasse l'anima al cospetto del defunto Osiride, il quale compiva la psicostasia. Mentre il cuore veniva pesato, il defunto recitava le cosiddette 42 confessioni negative.

## Epiteti

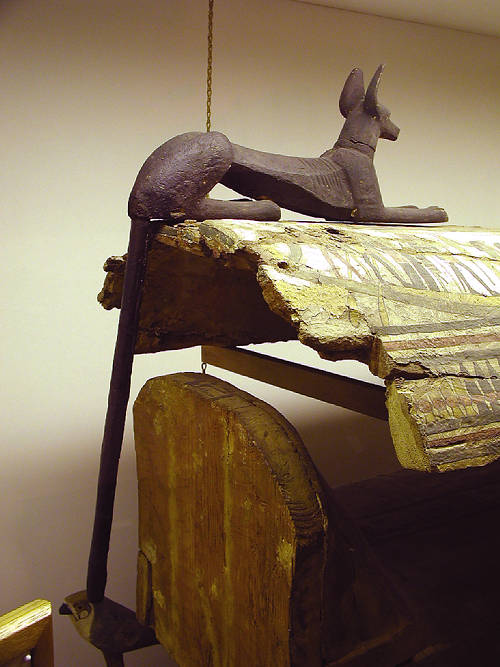
Anubi accucciato sul sarcofago di Djeddjehutefankh (XXIII o XXIV dinastia). Deir el-Bahari.

I principali epiteti di Anubi sono tutti relativi al suo ruolo di divinità funeraria e spesso lo ritraggono come signore del mondo dei morti, nella sua interezza o in una sua parte. A partire dalla sua precoce comparsa nella civiltà egizia, Anubi ebbe almeno cinque epiteti principali: Khentamentyu ("Signore degli Occidentali"), Nebtadjeser o Khentadjeser ("Signore della sacra terra"), Tepydjuef ("Colui che è sulla sua montagna"), Khentasehnetjer ("Colui che presiede il padiglione divino"), Imyout ("Colui che è nell'ut", cioè le bende delle mummie, o "Colui che è nel luogo dell'imbalsamazione"). Questi ultimi quattro giunsero intatti fino alle epoche tolemaica e romana dell'Egitto (IV secolo a.C. - IV secolo d.C.).

### Signore degli Occidentali
L'epiteto Khentamentyu, "Signore degli Occidentali" (con le sue varianti Khentyimentet, "Signore dell'Occidente", e Nebimentet, del medesimo significato) era attribuito principalmente a Osiride già a partire dalla fine dell'Antico Regno, quando questi divenne la principale divinità funeraria della religione egizia; tuttavia, Anubi non ne fu mai privato del tutto. Questo epiteto è stato fonte di dibattiti in ambito egittologico, in quanto Khentamentyu è anche il nome di una divinità canina a sé stante venerata ad Abido già a partire dalla I dinastia, come attestano le evidenze archeologiche. Ha prevalso la tendenza a distinguere accuratamente l'omonimo dio indipendente dall'epiteto attribuito ad Anubi a partire dalla V dinastia e a Osiride a partire dalla VI dinastia.

### Signore della sacra terra
L'aspetto di Anubi come divinità della morte si riflette principalmente sugli epiteti Nebtadjeser e Khentadjeser, entrambi dal significato di "Signore della sacra terra". La seconda versione è sicuramente la più antica, mentre la prima fece la sua comparsa solamente sotto la IV dinastia (ca. 2500 a.C.). La sacra terra è la necropoli e, per estensione, l'aldilà. Su una stele del Nuovo Regno, conservata al Rijksmuseum van Oudheden di Leida, -tadjeser compare come toponimo per designare la necropoli del nòmo tinita. La versione Nebtadjeser, benché molto comune in riferimento a Osiride (soprattutto nel Medio Regno e nella zona di Abido), era riferito soprattutto ad Anubi.

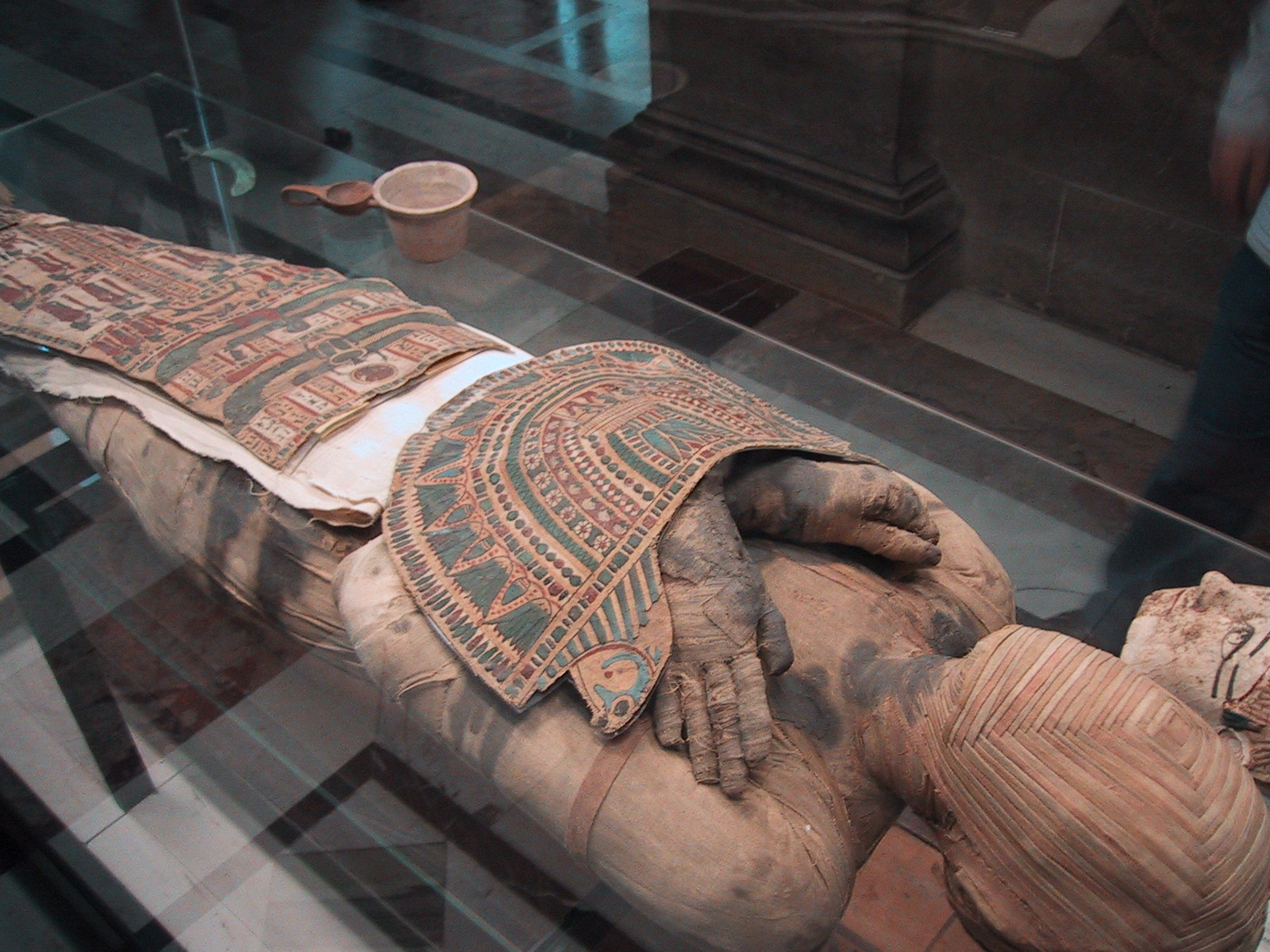
Mummia elaboratamente bendata. Museo del Louvre, Parigi.

### Colui che è sulla sua montagna
L'epiteto Tepydjuef, "Colui che è sulla sua montagna", rimase uno dei più utilizzati per tutto il corso della storia egizia, compresa la dominazione romana: era molto comune sulle pareti delle mastabe dell'Antico Regno e sulle stele erette ad Abido nel Medio Regno. Tale espressione fornisce una precisazione geografica relativamente ai luoghi scelti dagli egizi per l'installazione dei cimiteri, inoltre dimostra che il potere del dio-sciacallo si estendeva specialmente, secondo gli egizi, sulle colline rocciose (jebel, in arabo) che si estendevano tra i limiti delle terre coltivate lungo il Nilo e le estensioni del deserto libico e orientale. Queste zone montagnose erano costituite da un terreno fortemente accidentato ma ricco di pietre, minerali e metalli preziosi. Si trattava, inoltre, di zone molto frequentate da sciacalli e altri canidi in cerca di cibo e carogne.

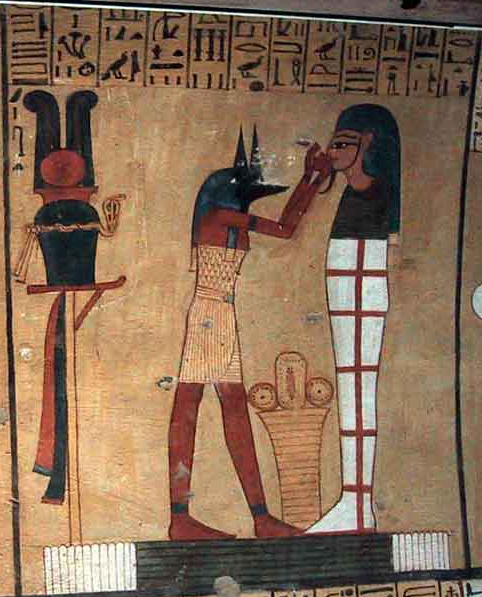
Anubi mentre prepara una mummia, dalle pitture di una tomba tebana (TT359).

### Colui che presiede al padiglione divino
L'epiteto Khentysehnetjer, "Colui che presiede al padiglione divino", appare regolarmente nelle formule d'offerta incise, durante l'Antico Regno, sui muri delle mastabe dei privati così come nei testi delle piramidi dei sovrani della VI dinastia. Il seh-natjer era una struttura temporanea, sostanzialmente una tenda, oppure una struttura in pianta stabile - ritenuta al confine tra il mondo dei vivi e il mondo dei morti. Si credeva che la protezione di Anubi si esercitasse specialmente sui morti durante il processo di mummificazione che si svolgeva in tale ambiente.

### Colui che è nel luogo dell'imbalsamazione
La più famosa funzione di Anubi era esplicata dall'epiteto Imyout (o Imout), comunemente tradotto come "Colui che è nel luogo dell'imbalsamazione", ma anche come "Colui che è nell'out/ut" (out, oppure ut, era il termine che designava le bende delle mummie) e attribuito soltanto a lui. Il senso preciso di questa espressione non è mai stato chiarito con certezza, anche se i sacerdoti incaricati di avvolgere la salma con le bende erano designati con il termine outy. È anche possibile che questo termine si riferisse ad ouhat, oasi, luogo dove si reperivano numerosi prodotti, fra cui le resine, necessari alla mummificazione. Sotto la dinastia tolemaica, il toponimo "Out" indicava la necropoli del XVIII nòmo dell'Alto Egitto, luogo sacro strettamente connesso ad Anubi.

## Storia

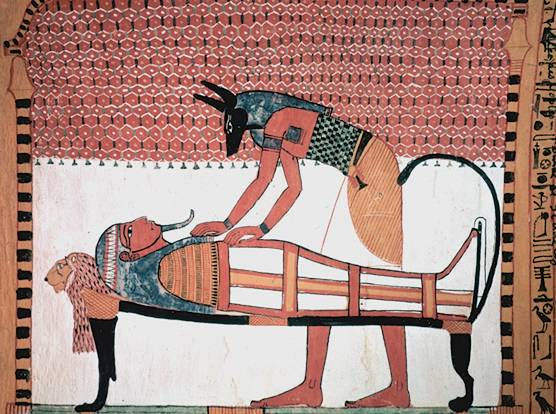
Pittura parietale nella tomba dell'artigiano Sennedjem (TT1) raffigurante un sacerdote con la maschera di Anubi mentre termina la mummificazione. Deir el-Medina.

### Periodo arcaico e Antico Regno
Nel periodo arcaico dell'Egitto (3100 a.C. - 2686 a.C.), Anubi era rappresentato integralmente come sciacallo, sia nella testa che nel corpo. Un dio-sciacallo, probabilmente Anubi, compare in incisioni ascrivibili ai regni di Aha, Djer e altri faraoni della I dinastia. Siccome nel periodo predinastico i defunti venivano sepolti in buche poco profonde o, comunque, in tombe estremamente semplici, il dio venne strettamente associato agli sciacalli e agli altri canidi che si aggiravano nei cimiteri smuovendo le fosse. Volendo dissuadere questi animali con una divinità che fosse loro simile, per la protezione dei morti fu scelto proprio un dio-sciacallo:
(Toby Wilkinson)
Le più antica menzione nota di Anubi si trova nei Testi delle piramidi, della V e VI dinastia (complessivamente ca. 2510 a.C. - 2190 a.C.); ad esempio, sulle pareti della piramide di Unis compare la formula:
(Testi delle piramidi)
Mentre una formula nella piramide del faraone Teti recita:
(Testi delle piramidi, n°412)
L'egittologo George Hart ha interpretato l'espressione Che sta sul proprio petto come un vivido riferimento alla posizione accucciata e all'agilità necessarie per muoversi negli stretti passaggi delle piramidi.

### Identità dei genitori di Anubi nella storia egizia

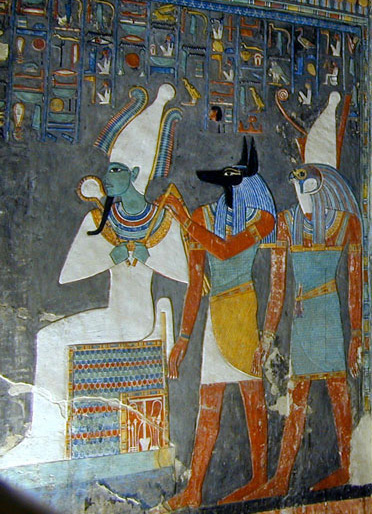
Osiride, Anubi e Horus sulla pareti della tomba di Horemheb (KV57), nella Valle dei Re.

Fu probabilmente, per tutto l'Antico Regno, il principale dio dei morti - primato che gli fu sottratto da Osiride nel Medio Regno (ca. 2055 a.C. - 1650 a.C.). L'identità dei genitori di Anubi variò sensibilmente di mito in mito nei differenti periodi della storia egizia. Nei Testi delle piramidi dell'Antico Regno e nei successivi Testi dei sarcofagi del Primo periodo intermedio (2181 a.C. - 2055 a.C.), Anubi compare come quarto figlio di Ra, generato con la dea Hesat dalla testa di vacca. Altre versioni lo indicano come figlio di Set, il dio del male, e Nefti. Ma dato che il padre non voleva neanche vederlo, Nefti lo affidò alla sorella Iside e a suo marito Osiride. Altri passaggi ne indicano Bastet (o Bast) come madre (probabilmente, come ha osservato l'egittologo George Hart, per il fatto che la scrittura del nome della dea Bastet richiedeva l'uso del geroglifico del vaso d'unguenti, essenziale durante il processo di mummificazione). Un'altra tradizione lo voleva figlio di Ra e della dea Nefti. Il tardo scrittore greco Plutarco (40 - 120 d.C.) scrisse che Anubi sarebbe nato a un rapporto adulterino tra Nefti e suo fratello/cognato Osiride, per poi essere adottato dalla di lui moglie Iside:
(Plutarco, Su Iside e Osiride, 14)

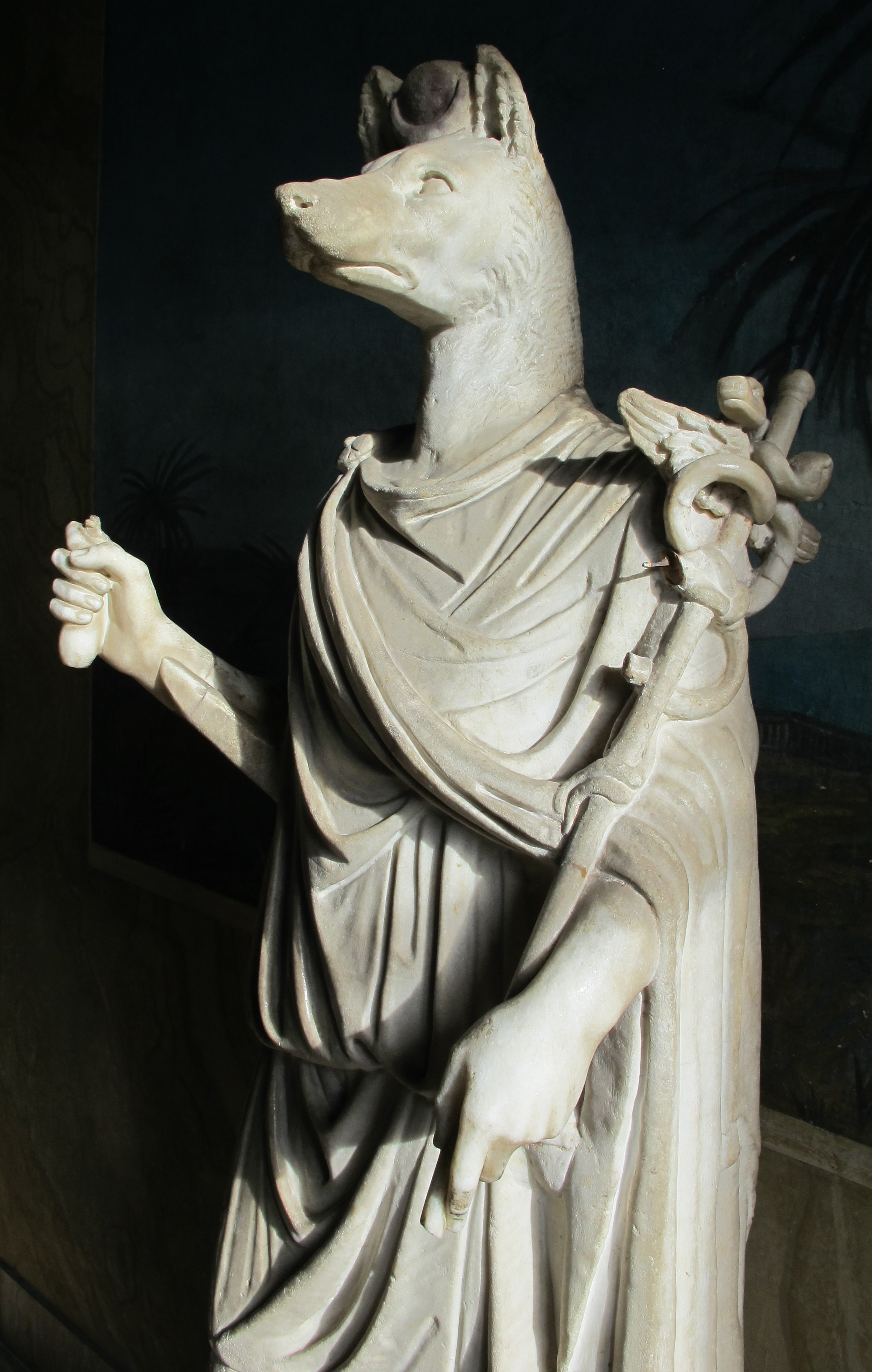
Statua di Ermanubi. Museo gregoriano egizio, Città del Vaticano.

George Hart ha interpretato questa narrazione come il tentativo di incorporare un dio indipendente, qual era Anubi, nel pantheon che gravitava intorno al mito di Osiride. Un papiro risalente al periodo romano (30 a.C. - 380 d.C.) dà ad Anubi l'appellativo di "figlio di Iside". Non mancarono versioni che lo designavano figlio di Nefti e di suo marito Seth, benché fosse comunemente ritenuto sterile (in relazione al suo essere dio del deserto e antagonista di Osiride, a sua volta dio della vegetazione). La dea Qeb-hwt, anche conosciuta come Kebechet, ossia "Colei che versa l'acqua fresca", che ristorava i defunti era considerata la figlia di Anubi e qualche volta la sorella. La sua paredra era la dea Anput avente anche lei per simbolo il canide e un centro di culto sempre nel XVII distretto dell'Alto Egitto.

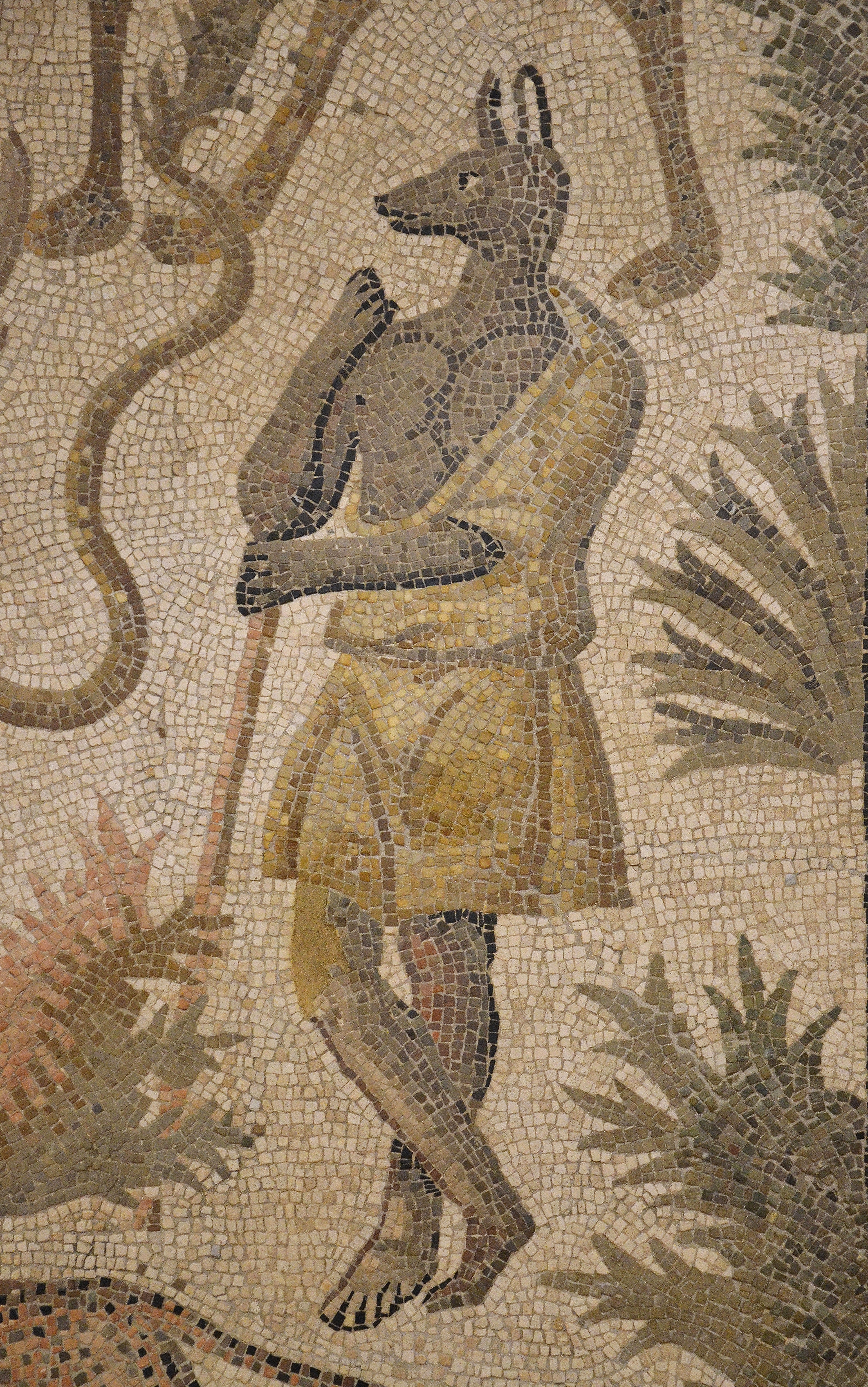
Dettaglio di Anubi in foggia greco-romana, in un mosaico di una villa romana del II-III secolo d.C. Rimini, Museo della Città.

### Nell'Egitto tolemaico e romano
Nell'Egitto tolemaico (332 a.C. - 30 a.C.), quando la valle del Nilo divenne un regno ellenistico governato da faraoni greci, Anubi fu assimilato al dio greco Ermes, psicopompo della religione greca, dando origine al dio sincretico Ermanubi, raffigurato con corpo d'uomo e testa di sciacallo, con in mano il sacro caduceo. Durante la dominazione romana dell'Egitto, iniziata nel 30 a.C., divennero molto comuni le pitture tombali raffiguranti Anubi che accompagna per mano il defunto. Centro del suo culto era la città di Khasa, che i greco-romani chiamarono Cinopoli, Città dei cani. Nel libro XI delle Metamorfosi di Apuleio si trova la testimonianza che il culto di Anubi durò, a Roma, almeno fino al II secolo d.C.:
(Apuleio, Metamorfosi XI, 11)
Ciononostante, le divinità egizie erano spesso derise dai greci e dai romani a causa delle loro teste di animali che le facevano apparire, ai loro occhi, bizzarre e primitive: Anubi era beffardamente chiamato, dai greci, abbaiatore, mentre il poeta latino Virgilio (Eneide VIII, 698) lo chiama latrator Anūbis, abbaiatore Anubi. In altre occasioni era comparato alla stella Sirio, al dio Ade o al cane a tre teste Cerbero. Nei Dialoghi di Platone, spesso Socrate giura esclamando "Per il cane!" (καὶ μὰ τὸν κύνα), "Per il cane d'Egitto!" e "Per il cane, il dio degli egiziani!", sempre per appellarsi con enfasi ad Anubi come esaminatore della verità nell'aldilà. Ermanubi comparve inoltre nella letteratura alchemica ed ermetica del Medioevo e del Rinascimento.

## Iconografia

### Forma animale
Le rappresentazioni di Anubi ebbero vasta diffusione nel corso di tutta la storia egizia - dal Periodo predinastico alla dominazione romana - in geroglifici, pitture murali, bassorilievi, amuleti o statue. La sua iconografia più antica e comune lo vede in forma integralmente animale, come canide accucciato ma in allerta, posato su un reliquiario o un altro oggetto del corredo funebre.
La tradizionale identificazione di Anubi con uno sciacallo, pur generalmente condivisa dagli egittologi, si è rivelata priva di fondamento zoologico in quanto analisi genetiche effettuate nel 2015 sul canide selvatico endemico dell'Egitto hanno mostrato che quest'ultimo non è uno sciacallo, ma una specie a sé stante molto più strettamente imparentata con il lupo grigio che con gli sciacalli propriamente detti, confermando le intuizioni di Thomas Huxley che già nel 1832 aveva classificato questo canide come un lupo. La testa di Anubi sarebbe quindi più correttamente quella di un lupo africano. Essendo tuttavia descritta anche nella Bibbia la presenza nell'Egitto ed in Israele di sciacalli, la teoria che Anubi vada identificato come un lupo o un cane appare poco credibile. L'aspetto di questa divinità era un incrocio tra il cane, lo sciacallo, la iena, la volpe e il lupo, animali dall'aspetto simile che vivevano nel deserto e vicino ai cimiteri.

Fin dai tempi più antichi, un raro geroglifico prevedeva il canide accucciato con una grande piuma che gli spuntava dal dorso: probabilmente un accostamento concettuale del dio addetto alle operazioni di giudizio delle anime nell'aldilà al dio del soffio vitale, Shu, e alla dea della verità, Maat - entrambi aventi come attributo una piuma. Una piuma compariva anche sulla parrucca di Anput, la dea di Cinopoli e paredra di Anubi: potrebbe trattarsi di un espediente iconografico per differenziare il maschio Anubi (senza piuma) dalla femmina Anput, oppure di un procedimento scritturale per poter ascrivere la dea al nòmo cinopolitano. Sono state inoltre trovate sue rappresentazioni in cui il canide regge fra le zampe lo scettro-flagello e lo scettro-sekhem (possono però anche spuntagli dal dorso). La più antica rappresentazione di Anubi integralmente zoomorfo è in una tavola risalente al faraone Aha della I dinastia, sulla quale è anche citata la festività collegata al dio.

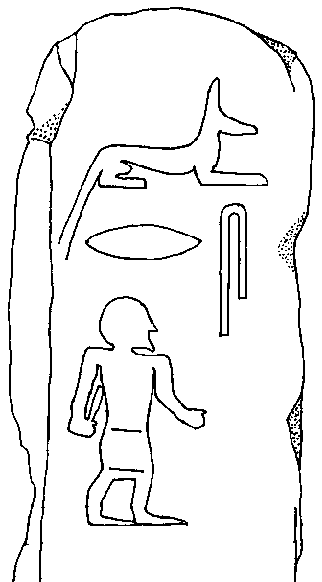
Anubi come canide integrale e accucciato, sulla Stele del nano Ser-Inpu copiata da Flinders Petrie (I dinastia egizia).
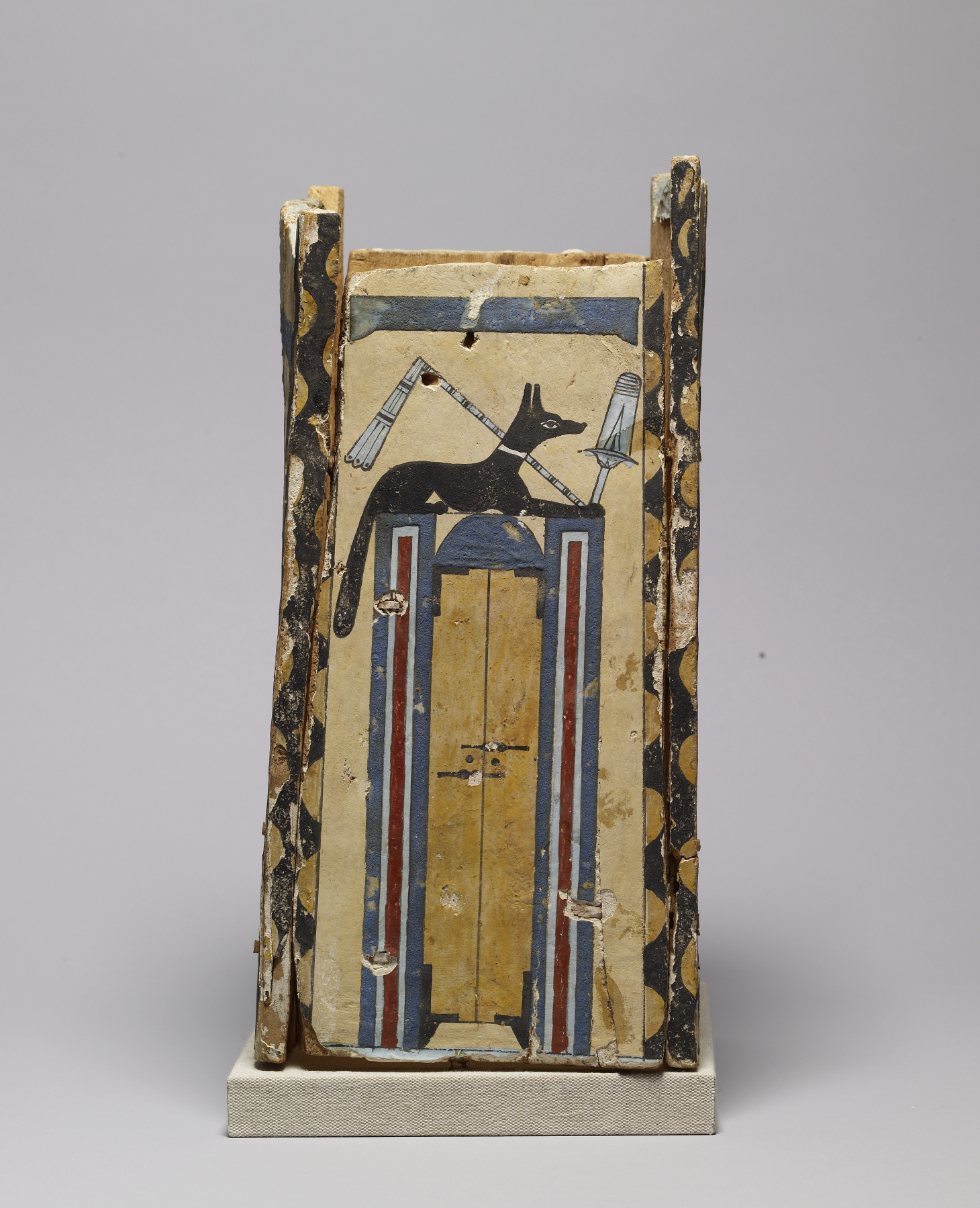
Accucciato su una cappella, su una cassa canopica del Terzo periodo intermedio dell'Egitto. Walters Art Museum, Baltimora.
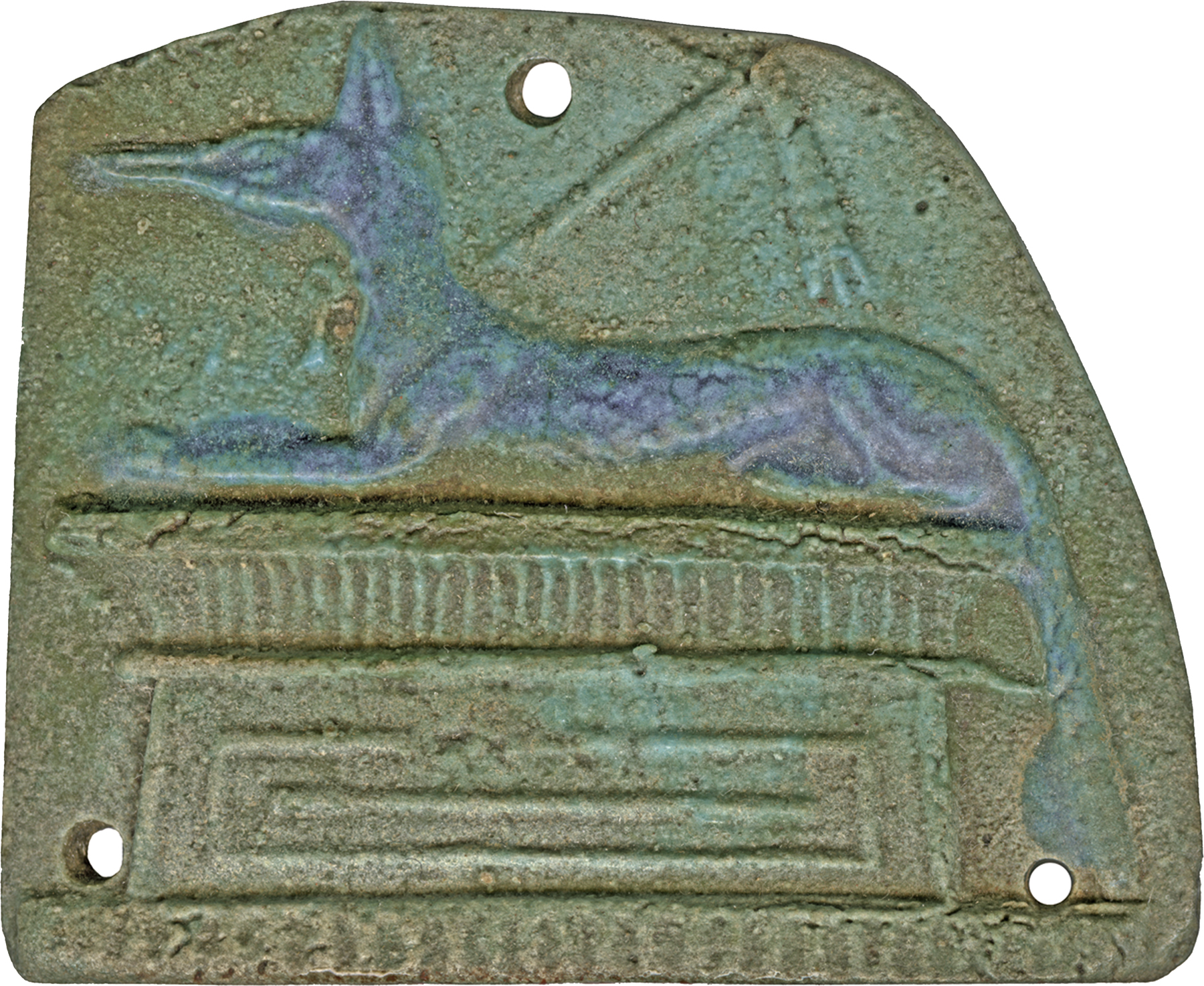
Sempre accucciato su una cappella, su una placchetta in faience del Periodo tardo dell'Egitto. Walters Art Museum, Baltimora.

### Forma ibrida

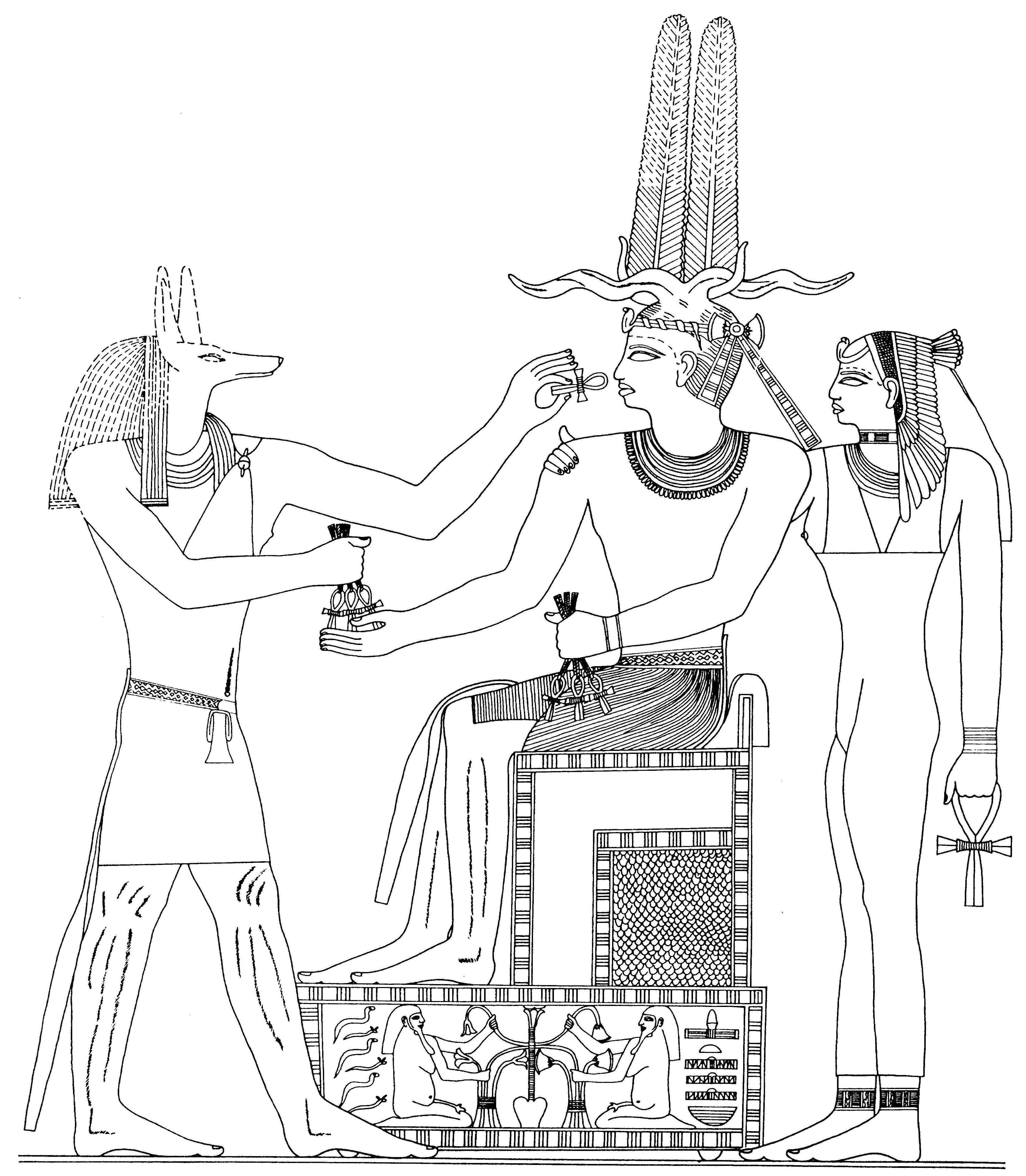
Rilievo raffigurante il faraone Niuserra vivificato da Anubi e Uadjet, copiato da Ludwig Borchardt.

Verso la fine della II dinastia egizia apparvero le prime rappresentazioni di divinità ibride combinanti elementi umani e animali. La più antica immagine di dio con testa di sciacallo risalgono a questa epoca e si trova sul frammento di una ciotola in porfido, di provenienza sconosciuta, e conservata al British Museum a partire dal 1977. Il dio, senza nome, è raffigurato in piedi e impugna lo scettro-uas nella mano destra e il simbolo ankh ("vita") nella sinistra. È probabile che si tratti di Anubi, ma non è possibile escludere Seth e Ash. La rappresentazione più antica, fra quelle incontestabili, di Anubi come uomo con testa di sciacallo risale alla V dinastia egizia e consiste di un frammento di rilievo nel Tempio funerario del faraone Niuserra (ca. 2460 - 2430 a.C.). Questo blocco di pietra scoperto agli inizi del '900 è esposto all'Ägyptisches Museum und Papyrussammlung del Neues Museum di Berlino.
La testa era raffigurata nera perché questo colore indicava la putrefazione dei corpi, il bitume impiegato nella mummificazione ma anche il fertile limo, simbolo di rinascita. Successivamente era spesso raffigurato nelle pitture parietali degli ipogei unitamente al sovrano defunto e sovente con un'altra divinità dal corpo di uomo e testa di falco con doppia corona: era, quest'ultimo, il dio protettore dei defunti Harsiesi.

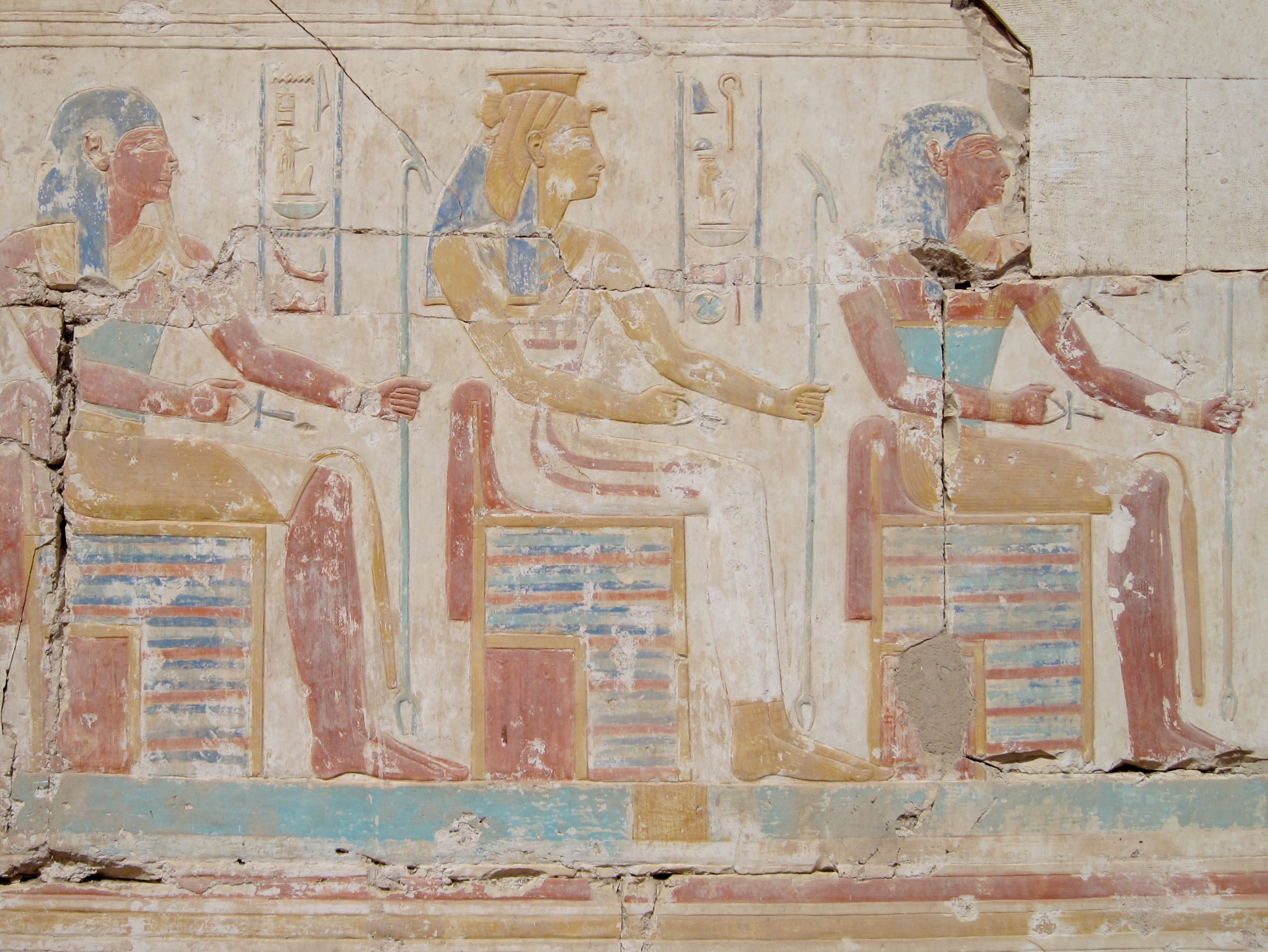
A sinistra, Anubi in forma interamente umana in rilievo nel Tempio funerario di Ramses II ad Abido.

### Forme eccezionali
Oltre alle immagini di Anubi come canide e come uomo dalla testa di canide, esistono altre rappresentazioni molto meno comuni. Anubi compare in sembianze completamente umane solamente in un rilievo ad Abido, nel Tempio funerario di Ramses II, eretto a partire dal 1279 a.C. circa. Un altro tipo di iconografia, meno raro, è quello di uccello dalla testa di canide. Immagini di questo tipo, raffiguranti l'immagine dell'anima-ba di Anubi, sono state individuate nella necropoli di El-Deir (oasi di Kharga) su un frammento di cartonnage dipinto, a Dendera in un rilievo nel chiosco hathorico, per quattro volte sul sudario di un uomo inumato a Deir el-Medina, in una tomba nell'oasi di Dakhla e in un'altra di epoca romana. Un altro raro tipo di rappresentazione è quello di Anubi dal corpo di serpente, di cui si conoscono due esempi: su un elemento di un letto funerario a Tall-Dush e sul cartonnage di una mummia d'epoca romana, sempre all'oasi di Kharga. La più antica figurazione di Anubi serpentiforme è attestata a Deir el-Medina, nella tomba di Sennedjem, in una porzione di pittura che rappresenta un letto funerario (XIX dinastia). Durante l'epoca greco-romana, si sviluppò l'iconografia di "Anubi con la chiave", per la quale il dio è chiamato "Colui che tiene le chiavi dell'Ade" o "il Portatore delle chiavi": reggeva una chiave in mano, se nelle sembianze di uomo dalla testa di canide, o al collo se integralmente zoomorfo - ed è stato rinvenuto su sarcofagi, sudari o bende di mummie. L'egittologo tedesco Siegfried Morenz (1914-1970) ha confrontato tale iconografia con quella del dio greco Eaco, uno dei tre giudici dell'oltretomba. Jean-Claude Grenier ha respinto questo collegamento e ha privilegiato l'ipotesi di un adattamento dell'iconografia religiosa alla diffusione delle chiavi nella vita quotidiana degli individui.

## Anput, paredra di Anubi

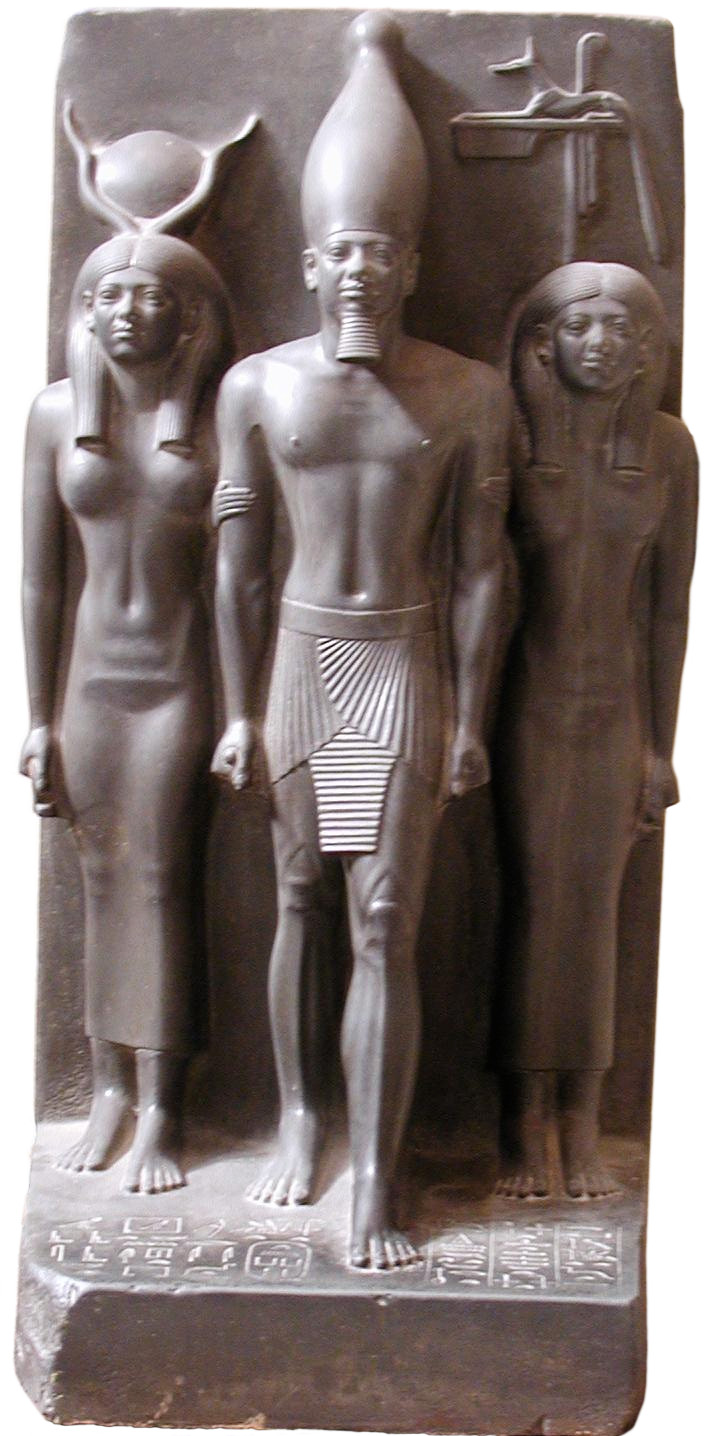
Micerino tra le dee Hathor e Anput, in grovacca. Museo egizio del Cairo.

L'esistenza della dea Anput (con le varianti Anupet e Anubet), originariamente chiamata Input, paredra di Anubi, è attestabile con certezza solamente in epoca tardiva. Il suo nome compare in alcune scene d'offerte agli dei sulle pareti del Tempio di Hathor a Dendera, riedificato durante l'occupazione romana dell'Egitto: in quel luogo sacro, quindi, l'importantissima dea Hathor era comparata ad Anput, con un legame per il nòmo di Anubi (il XVII nomo dell'Alto Egitto); queste menzioni descrivono Anput come la protettrice del defunto Osiride e come una cagna accucciata sul suo ventre, mentre dilania, con le sue fauci, gli alleati del malvagio dio Seth:
(Tempio di Dendera, I, 95,9 - 96,3)
Nel corso della storia egizia, la dea Anput non venne designata come patrona di alcuna necropoli e non le fu dedicato alcun tempio: si è ipozzato, perciò, che non si sia trattato che di una mera speculazione religiosa compiuta dai sacerdoti di Dendera. Lo stesso Papiro Jumilhac, che si sofferma sulle tradizioni intorno ad Anubi, non menziona mai il nome di Anput. Tuttavia, l'autore di tale documento teologico evoca gli aspetti di questa pericolosa cagna - appunto Anput - quando riferisce che, una volta, Iside-Hathor si sarebbe tramutata in una cagna (con la coda terminante da una lama di coltello) per sfuggire a Seth che, tramutatosi a sua volta in toro, avrebbe cercato di stuprarla:
(Papiro Jumilhac, XX, 11-12)

## Nella cultura di massa
- Nella serie di libri The Kane Chronicles di Rick Riordan, appare varie volte sotto forma di ragazzo, umano con testa di sciacallo o completamente sciacallo a seconda di chi lo osserva ed è fondamentale per sconfitta del dio Seth.
- La vendetta di Anubi è un romanzo di Claudio Chiaverotti.
- Nel film La piramide è il principale antagonista che uccide le persone in cerca di un cuore puro.
- È uno degli dei presenti nel film Gods of Egypt del 2016.
- Nel film La Mummia - Il Ritorno gioca un ruolo chiave nella storia, in quanto il suo esercito rappresenta l'arma con cui il Re Scorpione intende conquistare il mondo.
- Nel manga e anime Dragon Ball il personaggio di Lord Beerus è modellato sul dio.
- Nel manga e anime Le bizzarre avventure di JoJo è uno degli antagonisti secondari della terza parte, Stardust Crusaders, ed è uno Stand autonomo a forma di scimitarra che prende in possesso coloro che impugnano tale arma.
- Nel manga Record of Ragnarok è uno degli dei che combatte al torneo del Ragnarok.
- È una delle divinità giocabili nel videogioco Smite.
- È rappresentato nei Glifi di Gosford, pseudo-geroglifici presenti in Australia.[66]